# تکاور
تَکاوَران به‌عنوان نخبگان میدان نبرد شناخته می‌شوند؛ جنگ‌جویانی که با ترکیبی بی‌نظیر از توان جسمی، مهارت‌های راهکُنِشی و روحیه‌ای آهنین، در سخت‌ترین شرایط عملیاتی به موفقیت دست می‌یابند. این نیروهای ویژه، نه‌تنها در عملیات‌های مستقیم جنگی، بلکه در مأموریت‌های ضدتروریستی، شناسایی عمیق و نجات گروگان نیز حضوری تعیین‌کننده دارند.  

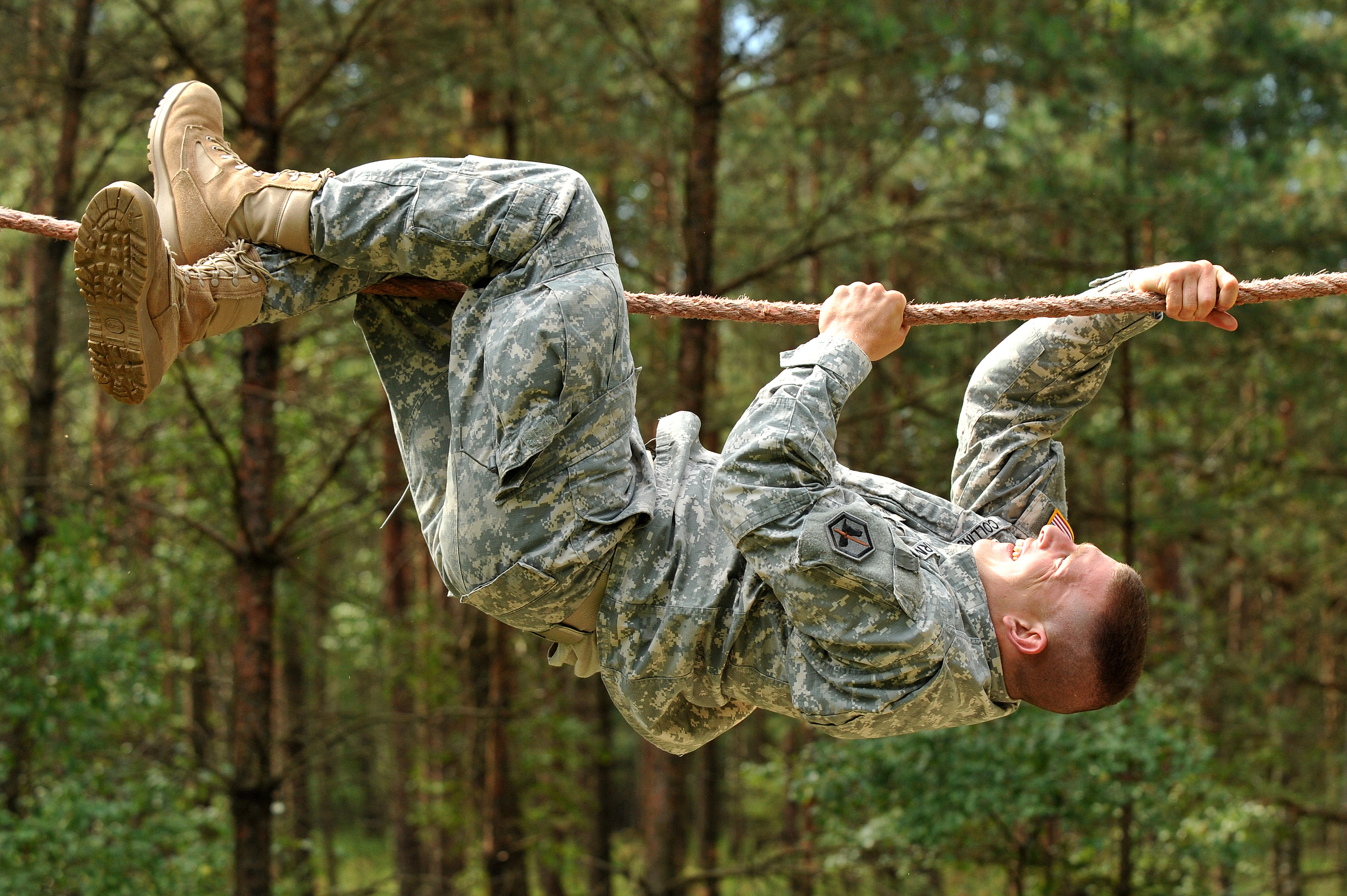

تکاور واژه‌ای است که در زبان نظامی، به‌معنای فردی ورزیده و آموزش‌دیده در هنر رزم انفرادی و گروهی به‌کار می‌رود. این واژه، گویای صلابت و انضباطی است که در هر لحظه از حیات حرفه‌ای این جنگ‌جویان موج می‌زند. آن‌ها نه‌تنها در استفاده از پیشرفته‌ترین تسلیحات نظامی مهارت دارند، بلکه از دانش روان‌شناسی میدان نبرد و راهکُنِش‌های غافلگیرانه نیز بهره می‌برند.  

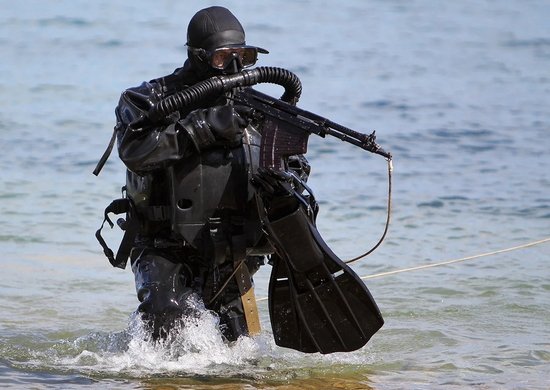

تاریخچه تکاوران به دوران باستان بازمی‌گردد؛ از فدائیان حَشّاشین اسماعیلی تا نینجا‌های ژاپنی، همگی نمونه‌هایی نخستین از این نیروهای نخبه بوده‌اند. امروزه، با پیشرفت فناوری‌های نظامی، نقش تکاوران به‌گونه‌ای چشمگیر تحول یافته است. 

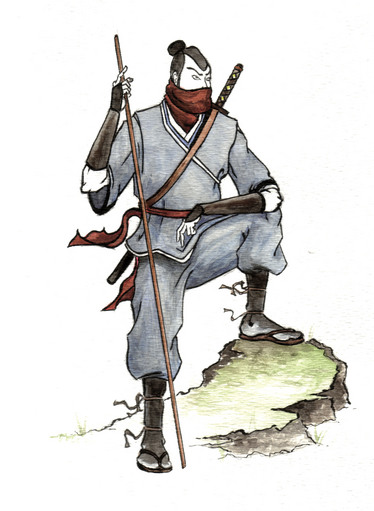
نگاره‌ای خیالی از یک نینجای ژاپنی

آموزش‌های تکاوران، از دشوارترین دوره‌های نظامی به‌شمار می‌رود؛ برنامه‌هایی که با محوریت استقامت بدنی، مهارت‌های تیراندازی، نبرد تن‌به‌تن و بقا در شرایط سخت طراحی شده‌اند. بسیاری از داوطلبان در همان مراحل اولیه از ادامه راه بازمی‌مانند، چرا که تنها افراد با اراده‌ای فولادین قادر به تحمل این فشارها هستند. با‌این‌حال، آنان که این مسیر را به پایان می‌رسانند، به‌عنوان تکاوران نخبه شناخته می‌شوند.  

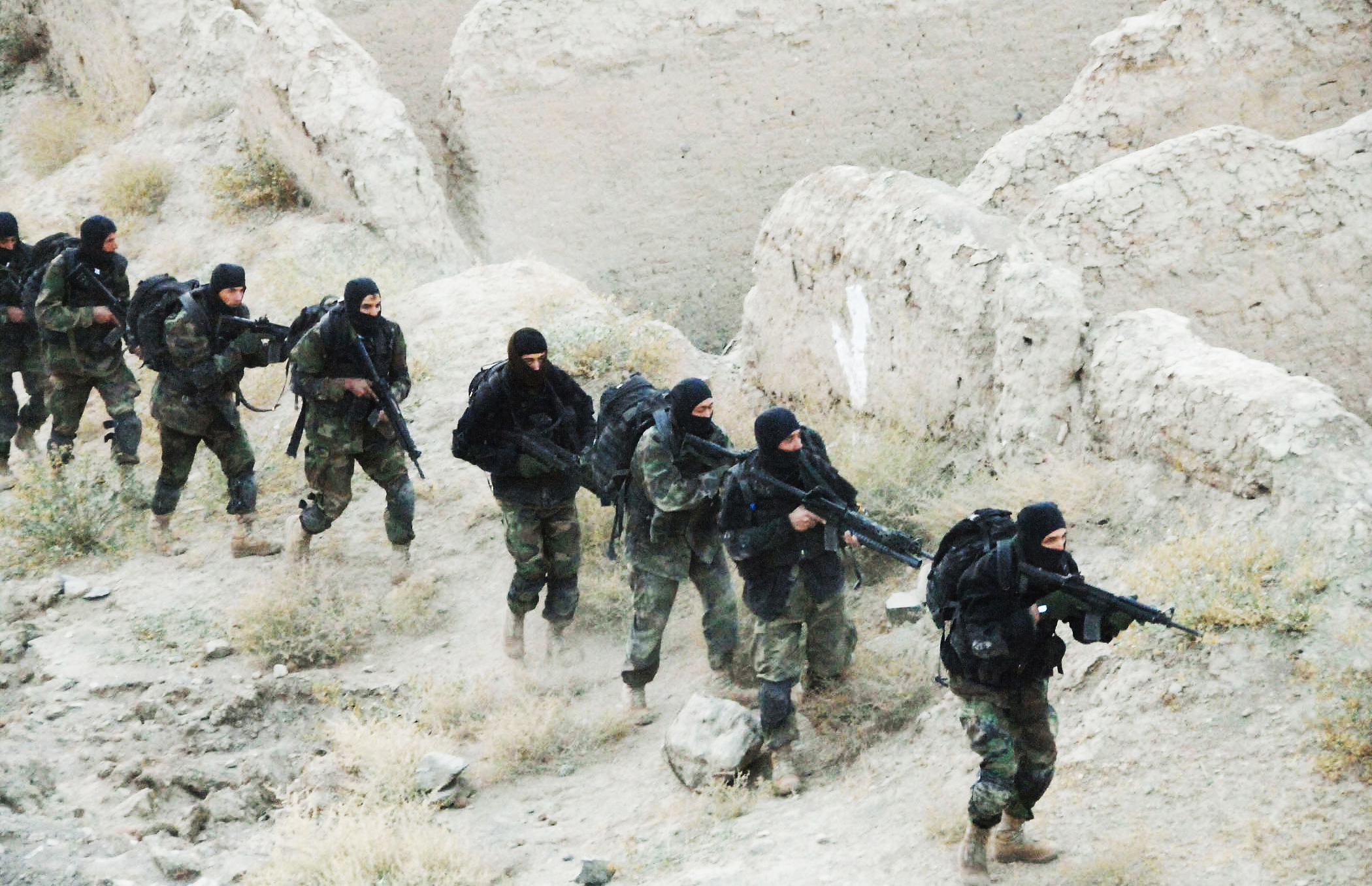

تکاوران نه‌تنها نماد قدرت نظامی یک کشور، بلکه تجسم روحیه مقاومت و فداکاری هستند. حضور آن‌ها در بحرانی‌ترین لحظات تاریخ، بارها سرنوشت جنگ‌ها را تغییر داده است.

## یگان تکاوران
یگان تکاوران یگانی مستقل و از پیاده‌نظام سبک هوابرد با قابلیت استقرار سریع با نفراتی آموزش‌دیده و سازمان‌دهی‌شده برای انجام عملیات واکنش مستقیمِ بسیار پیچیده یا در پشتیبانی از دیگر یگان‌های عملیات ویژه که می‌توانند عملیات واکنش مستقیم را برای پشتیبانی از عملیات متعارف غیر ویژه، با هدایت فرماندهِ رزمی، اجرا کنند یا به‌عنوان نیروی تقویتی برای دیگر عناصر نیروهای مرکب عمل کنند.

## تکاوران ایران

### نیروی زمینی ارتش ایران
۹ تیپ مستقل تکاوری در نیروی زمینی ارتش ایران وجود دارد: ۲ تیپ آموزشی و ۲ تیپ واکنش سریع و ۱ تیپ هوابرد و ۵ تیپ مخصوص عملیات ویژه می‌باشد.
- تیپ ۱۲۳ پرندک جنوب غربی تهران
- تیپ ۲۲۳ تهران و کرمان واکنش سریع استان تهران و کرمان
- تیپ ۵۸ شاهرود سمنان
- تیپ ۲۵۸ نهبندان واکنش سریع خراسان جنوبی
- تیپ  ۲۵ تبریز نیرو مخصوص آذربایجان شرقی
- تیپ ۳۵ کرمانشاه نیرو مخصوص کرمانشاه
- تیپ ۴۵ شوشتر نیرو مخصوص خوزستان
- تیپ ۵۵ هوابرد شیراز
- تیپ ۶۵ نوهد نیرو ویژه تهران - کلاه سبزها (N.O.H.E.D)

### نیروی دریایی ارتش

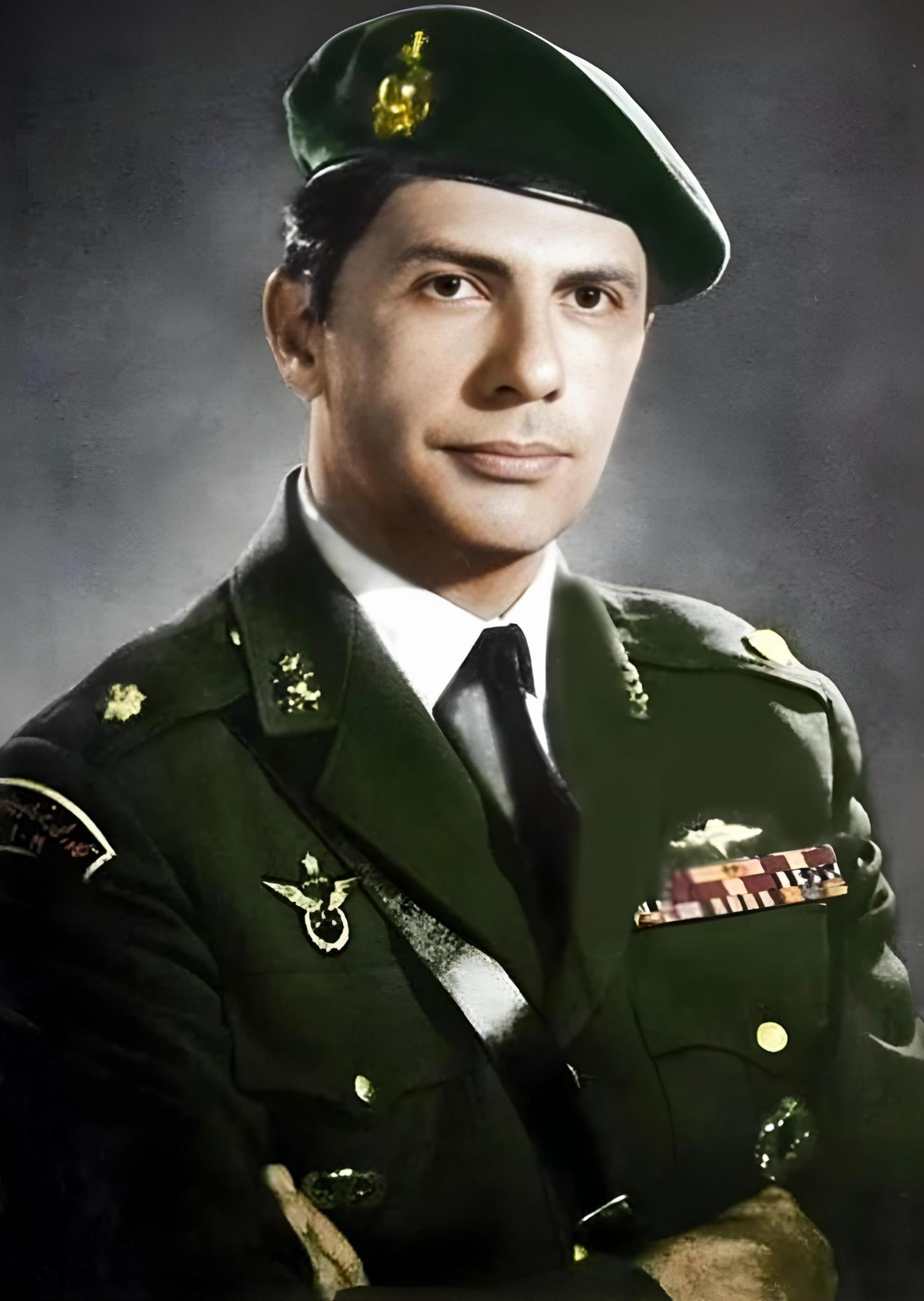
پرویز جهانبانی، از فرماندهان یگان تکاور نیروی‌ دریایی‌ شاهنشاهی‌ ایران و برادر سپهبد نادر‌ جهانبانی.

تکاوران نیروی دریایی ارتش، معروف به کلاه سبزها، قویترین نیروی ویژه در بین کل نیروهای مسلح ایران بوده که با نام سازمانی S.B.S شناخته می‌شوند اس بی اس‌ها هیچ محدودیت عملیاتی نداشته و نسبت به مکان رزم کاملاً بی‌تفاوت اند این افراد توانایی رزم در باتلاق، جنگل، قله‌های برف خیز، کوهستان مناطق صخره ای، سطح دریا، زیر سطح دریا (تا عمق ۵۴متر) جنگ‌های شهری و خانه به خانه، ساحل، نفوذ از آسمان «چتربازی و سقوط آزاد، پاراگلایدر»، کویر، بیابان و… را دارند همچنین این افراد پس از پشت سر گذاشتن چندین مرحله سخت پزشکی و ازمون‌های مختلف نظامی مجوز ورود به دوره اس بی اس را دریافت می‌کنند اس بی اس‌ها جمعاً = پس از ۱۸ماه دورهٔ تفنگدار دریایی»» «درصورت قبولی» به ۶ ماه دوره تکاور دریایی»» در صورت قبولی به ۷ ماه دوره اس بی اس وبا پایان این دوره در صورت قبولی مفتخر به دریافت ارم اس بی اس SBS می‌شوند، هم‌اکنون مرکز آموزش این نیرو در مرکز آموزش تفنگداران و تکاوران دریایی ارتش «منجیل» بوده…
- تیپ یکم تفنگداران دریایی امام حسین
- تیپ دوم تفنگداران دریایی رسول اکرم
- تیپ سوم تفنگداران دریایی حمزه سیدالشهدا
- تیپ چهارم تفنگداران دریایی امام رضا
- تیپ عملیات ویژه «مسلم ابن عقیل ارتش» بندر عباس
- یگان تکاوران ویژه دریایی ارتش "SBS" قوی‌ترین یگان عملیات ویژه در کل نیروهای مسلح ایران محسوب می‌شود این یگان در مرکز آموزش تفنگداران و تکاوران دریایی ارتش (منجیل) آموزش می‌بیند.

### سپاه پاسداران
در سپاه پاسداران انقلاب اسلامی نیز تیپ تکاوران دریایی حضرت اباعبدالله (s.n.s.f) فعالیت می‌کند.
همچنین در نیروی زمینی سپاه پاسداران انقلاب اسلامی تیپ نیروی ویژه صابرین در حال فعالیت است.

### نیروی انتظامی
در نیروی انتظامی جمهوری اسلامی ایران نیروهای ویژه پاسداران ولایت «نوپو» از زیرمجموعه‌های یگان ویژه ناجا وجود دارد. نیروهای نوپو در ابتدای شکل‌گیری، توسط تیپ ۶۵ نوهد آموزش داده می‌شدند ولی امروزه استادانی از خود یگان به نیروهای جدید آموزش می‌دهند.